# عمرحوت
عمرحوت (بالفارسية: عمرحوت) هي قرية تقع في البلدة المركزية في إيران.